# 工藤真由
工藤 真由（くどう まゆ、1986年9月12日 - ）は、日本の女性歌手。東京都出身、茨城県在住。レインボーエンタテインメント、スタイルキューブ、フリーランス及び引退期間を経て、2019年9月より芸能界へ復帰するとともにエルアンドエル・ビクターエンタテインメントに所属。血液型はB型。愛称は「くどまゆ」など。既婚。

## 来歴・人物
幼少期よりアニメが好きで、『美少女戦士セーラームーン』シリーズや『ドラゴンボール』シリーズ等、少女向け・少年向けを問わず多数のアニメを見ていた。
主題歌を担当した縁から『Yes!プリキュア5』では、ED担当の宮本佳那子と共に、第40話にて本人役（主人公たちの通う学校の生徒役）として端役ながら特別出演している。また劇場版である『鏡の国のミラクル大冒険!』でも、ピンキー役として出演した。EDを担当する『ハートキャッチプリキュア!』においても、本人役（軽音楽部員役）で、OP主題歌担当の池田彩とペアでゲスト出演した。そして、OPを担当する『スイートプリキュア♪』では音符の妖精・フェアリートーンとして歴代主題歌歌手としては初めてレギュラー出演している。
元々ダンスユニットの出身であることもあり、歌唱の際は共にダンスも披露している。プリキュアシリーズの楽曲のうち、『ハートキャッチプリキュア!』のED曲に関しては、同作品の振付を担当する前田健が考えたものであるが、『5』シリーズ時代は全て独自に考えていた。
2005年
JAZZボーカルユニット原宿BJ Girlsのメンバーとして活動。
2007年
『Yes!プリキュア5』主題歌「プリキュア5、スマイル go go!」でソロデビュー。同作品では、他にも多くの挿入歌を担当した。
7月29日、原宿BJ GirlsはChix Chicksに改名、それ以後もユニットとしての活動は続行。
2008年
『Yes!プリキュア5』の続編・『Yes!プリキュア5 Go Go!』で、主題歌「プリキュア5、フル・スロットル GO GO!」をはじめ多数の曲を担当。
『うちの3姉妹』で初代OP「しょで!しょで!だんしんぐっ!」を担当、プリキュアシリーズ以外とは初のタイアップとなる。
2009年
『映画 プリキュアオールスターズDX みんなともだちっ☆奇跡の全員大集合!』のED曲を担当。『フレッシュプリキュア!』ではボーカルアルバムに参加。「M*cube」として林桃子・茂家瑞季と共に一部の曲も手がけた。
2010年
『ハートキャッチプリキュア!』にて、自身初となる通常ED曲を担当。
7月27日をもってChix Chicksが解散、以後ソロ活動に専念することとなった。
10月27日に、ソロとして初のミニアルバム『My way』をリリース。
2011年
『スイートプリキュア♪』の「ラ♪ラ♪ラ♪スイートプリキュア♪」で主題歌を担当。3度目のプリキュアシリーズ主題歌起用となり、歴代歌手最多となった。
2012年
5月15日付で所属事務所をレインボーエンタテインメントからスタイルキューブに移籍すると発表。
2013年
9月21日に行われたバースデーライブ及び9月24日付のブログにて独立することを発表。
2016年
10月9日付のブログにて、一般男性と結婚したことと、「新たな夢に進むため」として2017年4月をもって芸能活動から引退すると発表。
2018年
8月21日、翌2019年1月開催のプリキュアシリーズ15周年を記念したライブ「プリキュア15周年Anniversaryライブ」に出演することが発表された。公の場に姿を見せるのは約1年9ヶ月ぶりとなる。
2019年
2月1日、2018年6月に男児を出産していたことを公表。
9月12日、芸能界への復帰とエルアンドエル・ビクターエンタテインメントへの所属、Instagramの開始を発表。

## ディスコグラフィ

### シングル
|            | 発売日                                | タイトル                                                                                      | 規格品番                        | 規格品番                        | 最高位 |
| 初回限定盤 | 発売日                                | タイトル                                                                                      | 通常盤                          |                                 | 最高位 |
| ---------- | ------------------------------------- | --------------------------------------------------------------------------------------------- | ------------------------------- | ------------------------------- | ------ |
| 1st        | 2007年3月7日 2011年6月11日（再発盤）  | プリキュア5、スマイル go go!/キラキラしちゃって My True Love!                                 | MJSS-09020-21（再発盤）         | MJCD-23032 MJSS-09022（再発盤） |        |
| 2nd        | 2007年10月3日                         | ガンバランスdeダンス〜夢見る奇跡たち〜                                                        |                                 | MJCD-23035                      |        |
| 3rd        | 2008年2月6日 2011年6月11日（再発盤）  | プリキュア5、フル・スロットル GO GO!/手と手つないでハートもリンク!!                           | MJSS-09023-24（再発盤）         | MJCD-23039 MJSS-09025（再発盤） |        |
| 4th        | 2008年7月25日                         | しょで!しょで!だんしんぐっ!                                                                   |                                 | AVCA-26863                      |        |
| 5th        | 2009年3月18日                         | キラキラkawaii! プリキュア大集合♪                                                             |                                 | MJCD-23063                      |        |
| 6th        | 2010年3月17日 2011年6月11日（再発盤） | Alright! ハートキャッチプリキュア!/ハートキャッチ☆パラダイス                                  | MJCD-23079 MJCD-23080（再発盤） | MJSS-09031 MJSS-09029（再発盤） |        |
| 7th        | 2010年3月24日                         | キラキラkawaii! プリキュア大集合♪〜キボウの光〜/17jewels 〜プリキュアメドレー2010〜           | MJCD-23081                      | MJCD-23082                      |        |
| 8th        | 2010年9月8日                          | Tomorrow Song 〜あしたのうた〜                                                                |                                 |                                 |        |
| 9th        | 2010年10月28日                        | Alright! ハートキャッチプリキュア! for the Movie/Tomorrow Song 〜あしたのうた〜 for the Movie |                                 |                                 |        |
| 10th       | 2011年3月9日                          | ラ♪ラ♪ラ♪スイートプリキュア♪/ワンダフル↑パワフル↑ミュージック!!                               |                                 |                                 |        |
| 11th       | 2011年4月6日                          | キラキラkawaii! プリキュア大集合♪ 〜いのちの花 〜 / ありがとうがいっぱい                      |                                 |                                 |        |
| 12th       | 2011年9月7日                          | ラ♪ラ♪ラ♪スイートプリキュア♪〜∞UNLIMITED∞ ver.〜/♯キボウレインボウ♯                           |                                 |                                 |        |
| 13th       | 2011年10月5日                         | Come on! プリキュアオールスターズ/プリキュアオールスターズ DX メドレー for 3D theater         |                                 |                                 |        |
| 14th       | 2012年3月14日                         | プリキュア 〜永遠のともだち〜/トモダチ                                                        |                                 |                                 |        |
| 15th       | 2013年3月13日                         | プリキュア ～永遠のともだち～(2013 Version)/みんなともだち                                    |                                 |                                 |        |
| 16th       | 2013年10月5日                         | Go My Way!/Dreamin' Drops                                                                     |                                 |                                 |        |
| 17th       | 2014年1月9日                          | 君のそばで/君のそばで -instrumental-                                                          |                                 |                                 |        |
| 18th       | 2014年3月12日                         | プリキュア ～永遠のともだち～(2014Version)/プリキュア・メモリ(NewStage3 Version)              |                                 |                                 |        |
| 19th       | 2014年7月2日                          | ひとひらの…/ひとひらの…(コーラスのみ)/ひとひらの…(instrumental)                               |                                 |                                 |        |
| 20th       | 2016年6月12日                         | Go My Way!/Dreamin' Drops/Birthday Present☆                                                   |                                 |                                 |        |

### ミニアルバム
|            | 発売日         | タイトル | 規格品番   | 規格品番   | 最高位 |
| 初回限定盤 | 発売日         | タイトル | 通常盤     |            | 最高位 |
| ---------- | -------------- | -------- | ---------- | ---------- | ------ |
| 1st        | 2010年10月27日 | My way   | MJCD-20195 | MJCD-20196 | 131位  |
| 2nd        | 2014年8月17日  | My style |            |            | 圏外   |

### 歌手参加楽曲
| 発売日   | 商品名                                                                                            | 歌 | 楽曲 | 備考                                                                    |
| 2006年   | 2006年                                                                                            | 2006年 | 2006年 | 2006年                                                                  |
| -------- | ------------------------------------------------------------------------------------------------- | --- | --- | ----------------------------------------------------------------------- |
| 12月29日 | 神様家族 ミニアルバム                                                                             | ミラクfrom原宿BJGirls（水橋舞、工藤真由、岩城文夏） | 図書館では教えてくれない、天使の秘密 | テレビアニメ『神様家族』エンディングテーマ                              |
| 2007年   |                                                                                                   | | |                                                                         |
| 8月10日  | Yes!プリキュア5 Vocalアルバム1 〜青春乙女LOVE&DREAM〜                                             | 工藤真由 | 「プリキュアfly」 | テレビアニメ『Yes!プリキュア5』関連曲                                   |
| 8月10日  | Yes!プリキュア5 Vocalアルバム1 〜青春乙女LOVE&DREAM〜                                             | 工藤真由 | 「プリキュア5、スマイルgo go!」 | テレビアニメ『Yes!プリキュア5』オープニングテーマ                       |
| 11月9日  | Yes!プリキュア5 Vocalアルバム2 〜VOCAL EXPLOSION!〜                                               | 工藤真由 | 「笑ったら最強!!」 | テレビアニメ『Yes!プリキュア5』イメージソング                           |
| 11月9日  | Yes!プリキュア5 Vocalアルバム2 〜VOCAL EXPLOSION!〜                                               | 工藤真由 | 「プリキュア5、スマイルgo go!」 | テレビアニメ『Yes!プリキュア5』オープニングテーマ                       |
| 2008年   |                                                                                                   | | |                                                                         |
| 1月30日  | 映画 Yes!プリキュア5 鏡の国のミラクル大冒険! オリジナル・サウンドトラック                         | 工藤真由 | 「プリキュア5､スマイル go go!(映画version)」 | 劇場アニメ『Yes!プリキュア5』                                           |
| 3月26日  | Yes!プリキュア5 ボーカルベスト!!                                                                  | 工藤真由 | 「プリキュア5、スマイルgo go!」 | テレビアニメ『Yes!プリキュア5』オープニングテーマ                       |
| 8月6日   | Yes!プリキュア5GoGo! ボーカルアルバム1 My dear friend 〜プリキュアからの招待状〜                  | 工藤真由 with ぷりきゅあ5 | 「プリキュア5、フル・スロットル GO GO」 「プリキュアからの招待状」 | テレビアニメ『Yes!プリキュア5』                                         |
| 9月10日  | ガンバランスdeダンス〜希望のリレー〜/プリキュアモードにSWITCH ON!                                 | キュア・カルテット | 「プリキュア5、フル・スロットル GO GO」 「プリキュアモードにSWITCH ON!」 | テレビアニメ『Yes!プリキュア5』                                         |
| 12月3日  | 映画 Yes!プリキュア5GoGo! お菓子の国のハッピーバースディ♪ オリジナル・サウンドトラック            | | 「プリキュア5、フル・スロットル GOGO! (映画ver.)」 | 映画 Yes!プリキュア5GoGo!                                               |
| 12月3日  | Yes!プリキュア5GoGo! ボーカルアルバム2 SWITCH ON! 〜そして、世界は拡がっていく〜                  | | 「たとえどんなに離れていても」 | テレビアニメ『Yes!プリキュア5』                                         |
| 12月3日  | Yes!プリキュア5GoGo! ボーカルアルバム2 SWITCH ON! 〜そして、世界は拡がっていく〜                  | キュア・カルテット | 「プリキュア5、フル・スロットル GO GO」 「プリキュアモードにSWITCH ON!」 「ガンバランスdeダンス〜希望のリレー〜」 | テレビアニメ『Yes!プリキュア5』                                         |
| 2009年   |                                                                                                   | | |                                                                         |
| 1月28日  | Yes!プリキュア5GoGo! オリジナル・サウンドトラック2 プリキュア・サウンド・フルーレ!!               | 五條真由美､うちやえゆか､工藤真由 | 「DANZEN!まかせて☆フルスロットルGoGo!!」 | テレビアニメ『Yes!プリキュア5』                                         |
| 2月8日   | うちの3姉妹 うちの3姉妹のおんがくかい                                                             | 工藤真由 | 「しょで!しょで!だんしんぐっ!」 | テレビアニメ『うちの3姉妹』                                             |
| 4月3日   | Yes!プリキュア5GoGo! ボーカルベスト                                                               | 工藤真由 with ぷりきゅあ5 | 「たとえどんなに離れていても」 | テレビアニメ『Yes!プリキュア5』                                         |
| 4月3日   | Yes!プリキュア5GoGo! ボーカルベスト                                                               | キュア・カルテット | 「プリキュア5、フル・スロットル GO GO」 「プリキュアモードにSWITCH ON!」 「ガンバランスdeダンス〜希望のリレー〜」 | テレビアニメ『Yes!プリキュア5』                                         |
| 4月3日   | 映画 プリキュアオールスターズDX みんなともだちっ☆奇跡の全員大集合! オリジナル・サウンドトラック   | 五條真由美 with キュア・デラックス（うちやえゆか、工藤真由、宮本佳那子、茂家瑞季、林桃子）、工藤真由 with ぷりきゅあ5、工藤真由 with キュア・デラックス（五條真由美、うちやえゆか、宮本佳那子、茂家瑞季、林桃子）     | 「キラキラkawaii!プリキュア大集合♪（映画Version）」「プリキュア5、フル・スロットル GO GO!（映画Version）」「プリキュア、奇跡デラックス（映画Version）」 | テレビアニメ『Yes!プリキュア5』                                         |
| 7月23日  | フレッシュプリキュア! ボーカルアルバム1 〜太陽の子供たちへ〜                                      | 工藤真由、M*cube | 「Changing my wind」「(^^)ハナマルスマイル(^^)」 | テレビアニメ『Yes!プリキュア5』                                         |
| 11月26日 | フレッシュプリキュア! ボーカルアルバム2 〜笑顔のおくりもの〜                                      | M*cube、キュアフレッシュ! & M*cube | 「いつもココロにほほえみを」「ハピネス☆Wonder land 〜笑顔のおくりもの〜」 | テレビアニメ『Yes!プリキュア5』                                         |
| 2010年   |                                                                                                   | | |                                                                         |
| 1月27日  | フレッシュプリキュア!ボーカルベスト                                                               | M*cube、工藤真由、キュアフレッシュ! & M*cube | 「(^^)ハナマルスマイル(^^)」「Changing my wind」「いつもココロにほほえみを」「ハピネス☆Wonder land ～笑顔のおくりもの～」 | テレビアニメ『プリキュア』シリーズ                                      |
| 7月22日  | ハートキャッチプリキュア! ボーカルアルバム1 〜大地と海と陽と月と〜                                | 工藤真由、池田彩&工藤真由 | 「プリキュアパーティ NOW!!」「ひまわり」「ハートキャッチ☆パラダイス!」 | 『ハートキャッチプリキュア!』                                           |
| 11月26日 | ハートキャッチプリキュア！ボーカルアルバム2 ～いろとりどりの花言葉～                              | 工藤真由、池田彩 & 工藤真由 | 「友情リボン∞」「そして、また歩きだそう」「Tomorrow Song~あしたのうた~」 | 『ハートキャッチプリキュア!』                                           |
| 2011年   |                                                                                                   | | |                                                                         |
| 2月16日  | ハートキャッチプリキュア！ ボーカルベスト                                                         | 池田彩&工藤真由 | 「ハートキャッチ☆パラダイス!」「プリキュアパーティ NOW!!」「そして、また歩き出そう」 | 『ハートキャッチプリキュア!』                                           |
| 2月16日  | プリキュア映画主題歌コレクション                                                                  | | 「プリキュア5、スマイル go go!」「プリキュア5、フル・スロットル GO GO! 」「DANZEN! まかせて☆フル・スロットル GO GO!! 」「プリキュア、奇跡デラックス」「17jewels ~プリキュアメドレー2010~ 」「Tomorrow Song~あしたのうた~ (for the Movie) 」                                                                  |                                                                         |
| 4月6日   | 映画 プリキュアオールスターズDX3 未来にとどけ! 世界をつなぐ☆虹色の花 オリジナル・サウンドトラック | 工藤真由（コーラス：五條真由美、うちやえゆか）、工藤真由 with ぷりきゅあ5、工藤真由、キュア・レインボーズ（五條真由美・うちやえゆか・工藤真由・宮本佳那子・茂家瑞季・林桃子・池田彩） with プリキュアオールスターズ21 | 「キラキラkawaii! プリキュア大集合♪〜いのちの花〜 (映画 Version)」「プリキュア5、フル・スロットル GO GO!（DX Version）」「ラ♪ラ♪ラ♪スイートプリキュア♪（DX Version）」「ありがとうがいっぱい (映画 version)」                                                                                                |                                                                         |
| 5月16日  | MemorieS〜Goodbye and Hello〜                                                                     | | 「チェリーブラッサム」 |                                                                         |
| 7月20日  | スイートプリキュア♪ ボーカルアルバム1 〜とどけ! 愛と希望のシンフォニー〜                          | 工藤真由&池田彩withハミィ、工藤真由、工藤真由&池田彩 | 「ドレミファプリキュア♪」「ラ♪ラ♪ラ♪スイートプリキュア♪」「キミがいる」「スマイルエール」 |                                                                         |
| 7月20日  | Yes!プリキュア5 メモリアルボーカルセレクション                                                    | | 「プリキュア5、スマイルgo go!」「笑ったら最強!!」「プリキュアfly」 |                                                                         |
| 7月20日  | Yes!プリキュア5 GOGO! メモリアルボーカルセレクション                                              | 「工藤真由、ぷりきゅあ5」「キュア・カルテット」 | 「プリキュア5、フル・スロットルGO GO!」「プリキュアモードにSWITCH ON!」「プリキュアからの招待状」「ガンバランス de ダンス〜希望のリレー〜」「プリキュア5、フル・スロットルGO GO!［キュア・カルテットVer.］」                                                                                                 |                                                                         |
| 7月20日  | フレッシュプリキュア! メモリアルボーカルセレクション                                              | M*cube、キュアフレッシュ! & M*cube | 「(^^)ハナマルスマイル(^^)」「いつもココロにほほえみを」「ハピネス☆Wonder land ～笑顔のおくりもの～」 |                                                                         |
| 8月10日  | プリキュアオールスターズ スペシャルコンサート with 京都フィルハーモニー室内合奏団                 | 「キュア・カルテット」「工藤真由&池田彩」「五條真由美、うちやえゆか、工藤真由、宮本佳那子、茂家瑞季、林ももこ、池田彩」                                                                                               | 「ラ♪ラ♪ラ♪スイートプリキュア♪」「プリキュア5、スマイル go go!」「プリキュア5、フル・スロットルGO GO!」「プリキュアモードにSWITCH ON!」「ハートキャッチ☆パラダイス！」「Tomorrow Song〜あしたのうた〜」「キラキラkawaii! プリキュア大集合♪〜いのちの花〜」                                                   |                                                                         |
| 8月24日  | MemorieS〜Bitter Sweet Pineapple〜                                                                | | 「青い珊瑚礁」 |                                                                         |
| 11月30日 | スイートプリキュア♪ ボーカルアルバム2 〜こころをひとつに〜                                        | 工藤真由、工藤真由&池田彩、チーム スイートプリキュア（キュアメロディ、キュアリズム、キュアビート、キュアミューズ、ハミィ、工藤真由、池田彩）                                                                          | 「ラ♪ラ♪ラ♪スイートプリキュア♪ 〜∞UNLIMITRED∞ver.〜」「ララルー ♪OYFUL（ジョイフル）」「ずっと二人で」「ONE〜こころをひとつに〜」 |                                                                         |
| 2012年   |                                                                                                   | | |                                                                         |
| 1月18日  | スイートプリキュア♪ ボーカルベスト                                                                | 工藤真由withフェアリートーン、工藤真由&池田彩withハミィ、工藤真由、工藤真由&池田彩、チーム スイートプリキュア（キュアメロディ、キュアリズム、キュアビート、キュアミューズ、ハミィ、工藤真由、池田彩）                 | 「ラ♪ラ♪ラ♪スイートプリキュア♪」「ドレミファプリキュア♪」「MY TONE~ココロノネイロ~」「ラ♪ラ♪ラ♪スイートプリキュア♪ ~∞UNLIMITED∞ver.~」「ONE~こころをひとつに~」 |                                                                         |
| 3月14日  | 映画 プリキュアオールスターズNewStage みらいのともだち オリジナル・サウンドトラック               | 工藤真由 | 「プリキュア〜永遠のともだち〜（映画Version）」 |                                                                         |
| 8月8日   | プリキュア プレミアムコンサート 2012 〜オーケストラと遊ぼう〜                                     | 池田彩、吉田仁美、工藤真由 | 「Let' go!スマイルプリキュア!」「春が来た」「静かな湖畔」「イェイ！イェイ！イェイ！」「ラ♪ラ♪ラ♪スイートプリキュア♪〜∞UNLIMITED ver.∞〜」 |                                                                         |
| 2013年   |                                                                                                   | | |                                                                         |
| 9月4日   | プリキュア ボーカルベストBOX                                                                      | 五條真由美、うちやえゆか、工藤真由、宮本佳那子、茂家瑞季、林ももこ、池田彩、吉田仁美、黒沢ともよ | 「プリキュアメドレー2013 (Short Version)」 (曲数が多いのでその他の曲はプリキュアボーカルベストBOXのページを参照) |                                                                         |
| 2014年   |                                                                                                   | | |                                                                         |
| 1月15日  | ドキドキ!プリキュアボーカルベスト                                                                 | 五條真由美、うちやえゆか、工藤真由、宮本佳那子、茂家瑞季、林ももこ、池田彩、吉田仁美、黒沢ともよ | 「プリキュアメドレー2013（Full Version）」 |                                                                         |
| 6月4日   | パチスロ KELOT3 オリジナルサウンドトラック                                                        | | 「なかなおり（ケロルンＢＢ）」 |                                                                         |
| 2015年   |                                                                                                   | | |                                                                         |
| 3月11日  | プリキュア映画主題歌コレクション2                                                                 | | 「キラキラkawaii!プリキュア大集合♪〜いのちの花〜」「ありがとうがいっぱい (映画version) 」「ラ♪ラ♪ラ♪スイートプリキュア♪ 〜∞UNLIMITED∞ver.〜」「プリキュア〜永遠のともだち〜」「プリキュア〜永遠のともだち〜(2013Version) 」「プリキュア永遠のともだち〜 (2014Version) 」「Come on!プリキュアオールスターズ」 |                                                                         |
| 5月8日   | featuring X                                                                                       | 池田彩 featuring 工藤真由 | 「Best Partner featuring 工藤真由」 |                                                                         |
| 2016年   |                                                                                                   | | |                                                                         |
| 8月6日   | プリキュア オープニングテーマコレクション2004~2016                                                | | 「プリキュア5、スマイル go go!」「プリキュア5、フル・スロットル GO GO!」「ラ♪ラ♪ラ♪スイートプリキュア♪」「ラ♪ラ♪ラ♪スイートプリキュア♪ (∞UNLIMITED∞ver)」 |                                                                         |
| 2017年   |                                                                                                   | | |                                                                         |
| 1月25日  | プリキュアエンディングテーマコレクション2004~2016                                                 | | 「ガンバランスdeダンス〜希望のリレー」〜「ハートキャッチ☆パラダイス! 」「Tomorrow Song 〜あしたのうた〜」 |                                                                         |
| 2023年   |                                                                                                   | | |                                                                         |
| 11月29日 | プリキュア ボーカルベストBOX 2018-2023                                                            | 池田彩、石井あみ、礒部花凜、うちやえゆか、北川理恵、工藤真由、黒沢ともよ、五條真由美、駒形友梨、佐々木李子、林ももこ、仲谷明香、後本萌葉、Machico、宮本佳那子、茂家瑞季、吉田仁美、吉武千颯                           | 「DANZEN!ふたりはプリキュア 〜20th Anniversary〜 Precure Singers Edition」 | プリキュアシリーズ関連曲                                                |
| 11月29日 | プリキュア ボーカルベストBOX 2018-2023                                                            | 池田彩、石井あみ、礒部花凜、うちやえゆか、北川理恵、工藤真由、黒沢ともよ、五條真由美、駒形友梨、佐々木李子、林ももこ、仲谷明香、後本萌葉、Machico、宮本佳那子、茂家瑞季、吉田仁美、吉武千颯                           | 「シェアして！プリキュア 〜20th Anniversary〜 Precure Singers Edition | プリキュアシリーズ関連曲                                                |
| 12月6日  | キボウノチカラ〜オトナプリキュア'23〜エンディングテーマソングシングル                             | キュア・カルテット | 「雫のプリキュア」 | テレビアニメ『キボウノチカラ〜オトナプリキュア'23〜』エンディングテーマ |

### タイアップ一覧
| 時期   | 楽曲                                              | タイアップ                                                                                 |
| ------ | ------------------------------------------------- | ------------------------------------------------------------------------------------------ |
| 2007年 | プリキュア5、スマイル go go!                      | テレビアニメ『Yes!プリキュア5』オープニングテーマ                                          |
| 2007年 | 笑ったら最強!                                     | テレビアニメ『Yes!プリキュア5』イメージソング                                              |
| 2008年 | プリキュア5、フル・スロットル GO GO!              | テレビアニメ『Yes!プリキュア5GoGo!』オープニングテーマ                                     |
| 2008年 | しょで!しょで!だんしんぐっ!                       | テレビアニメ『うちの3姉妹』オープニングテーマ                                              |
| 2008年 | ガンバランスdeダンス〜希望のリレー〜              | テレビアニメ『Yes!プリキュア5GoGo!』第2期エンディングテーマ                                |
| 2008年 | プリキュアモードにSWITCH ON!                      | ニンテンドーDSソフト『Yes!プリキュア5GoGo! 全員しゅーGo!ドリーム フェスティバル』主題歌    |
| 2010年 | ハートキャッチ☆パラダイス                         | テレビアニメ『ハートキャッチプリキュア!』前期エンディングテーマ                            |
| 2010年 | 17 jewels 〜プリキュアメドレー2010〜              | 『映画 プリキュアオールスターズDX2 希望の光☆レインボージュエルを守れ!』エンディングテーマ  |
| 2010年 | Tomorrow Song 〜あしたのうた〜                    | テレビアニメ『ハートキャッチプリキュア!』後期エンディングテーマ                            |
| 2010年 | HEART GOES ON                                     | テレビアニメ『ハートキャッチプリキュア!』挿入歌                                            |
| 2010年 | Tomorrow Song〜あしたのうた〜for the Movie        | 『映画 ハートキャッチプリキュア! 花の都でファッションショー…ですか!?』エンディングテーマ   |
| 2011年 | ラ♪ラ♪ラ♪ スイートプリキュア♪                     | 『スイートプリキュア♪』オープニングテーマ                                                  |
| 2011年 | キラキラkawaii! プリキュア大集合♪ 〜いのちの花 〜 | 『映画 プリキュアオールスターズDX3 未来にとどけ! 世界をつなぐ☆虹色の花』オープニングテーマ |
| 2012年 | プリキュア 〜永遠のともだち 〜                    | 『映画 プリキュアオールスターズNewStage みらいのともだち』主題歌                           |

### ライブ
| 回数 | タイトル                              | 形態       | 公演規模・会場        | 公演日              |
| ---- | ------------------------------------- | ---------- | --------------------- | ------------------- |
| 1    | Going MAYU Way 2011冬                 | 単発ライブ | LIVE GATE TOKYO@EBISU | 2011年1月9日        |
| 2    | Going MAYU Way II                     | 単発ライブ | shibuya eggman        | 2012年3月3日        |
| 3    | MAYU FES 2012 〜歌いまくりボンバー☆〜 | 単発ライブ | 初台 The Doors        | 2012年9月9日        |
| 4    | MAYU FES 2013 〜Go My Way!〜          | 単発ライブ | 初台 The Doors        | 2013年9月21日       |
| 5    | 全プリキュア 20th Anniversary LIVE!   | 合同ライブ | 横浜アリーナ          | 2024年1月20日、21日 |

## 出演

### Web
- 池田彩&工藤真由 motteco書店（2010年5月25日）

### ラジオ
- おしゃべりやってまーす 第6放送（K'z Station、2010年12月18日） - ゲスト

### 音楽番組
- MUSIC JAPAN（NHK総合テレビジョン、2011年3月27日）

### テレビアニメ
- プリキュアシリーズ（朝日放送〈現：朝日放送テレビ〉制作・テレビ朝日系）
  - Yes!プリキュア5（2007年11月18日） - 工藤真由 役
  - ハートキャッチプリキュア!（2010年10月17日） - 工藤真由 役
  - スイートプリキュア♪（2011年2月6日 - 2012年1月29日） - フェアリートーン 役

### 劇場アニメ
- プリキュアシリーズ
  - 映画 Yes!プリキュア5 鏡の国のミラクル大冒険!（2007年11月10日） - ピンキー 役
  - 映画 スイートプリキュア♪ とりもどせ! 心がつなぐ奇跡のメロディ♪（2011年10月29日） - フェアリートーン 役[14]
  - 映画 プリキュアオールスターズNewStage みらいのともだち（2012年3月17日） - フェアリートーン 役
- 劇場版 少女☆歌劇 レヴュースタァライト（2021年）

### ゲーム
- 初音ミク -Project DIVA- f（PS3版） - モーションアクター[15]
- 初音ミク Project mirai 2 - モーションアクター
- 龍が如く5 - 澤村遥 モーションアクター

### 舞台
- 舞台 新撰組異聞PEACE MAKER（2012年4月15日 - 22日、シアターGロッソ） - 山崎歩 役
- M ACT QUEST〜勇者たもつと屈強なパフォーマー達の魔王への軌跡〜（2012年8月16日 - 17日、三鷹芸術文化会館） - キュアピクシー 役
- はっぴぃはっぴぃどりーみんぐプロデュース Vol.3「大正浪漫探偵譚」（2013年7月27日 - 8月1日、ワーサルシアター） - 西園寺あやめ 役
- はっぴぃはっぴぃどりーみんぐプロデュース Vol.4「呪解伝」（2013年10月11日 - 13日、明石スタジオ） - 命 役
- はっぴぃはっぴぃどりーみんぐプロデュース Vol.5「WILD HALF〜奇跡の確率〜」（2014年1月9日 - 11日、池袋イーストステージ） - ミレイ 役
- はっぴぃはっぴぃどりーみんぐプロデュース Vol.6「HIDEYOSHI」（2014年3月25日 - 30日、八幡山ワーサルシアター） - 佐奈 役
- 舞台「ゆめゆめこのじ」（2014年5月1日 - 4日、恵比寿・エコー劇場） - 香梅 役
- はっぴぃはっぴぃどりーみんぐプロデュース　舞台「ひとひら」（2014年7月2日 - 6日、ウエストエンドスタジオ） - 一之瀬野乃 役
- UMANプロデュース「リボンの騎士-鷲尾高校演劇部奮闘記-」（2014年9月11日 - 14日、六行会ホール） - 中里美好 役
- 劇団BRATS第6回公演「西遊記ゑん戯2〜EVOLUTION〜」（2014年12月3日 - 7日、笹塚ファクトリー）
- はっぴぃはっぴぃどりーみんぐプロデュース Vol.7「WILD HALF〜奇跡の確率〜」（2015年1月15日 - 18日、六行会ホール） - ミレイ 役
- はっぴぃはっぴぃどりーみんぐプロデュース Vol.8「HIDEYOSHI　2015」（2015年3月3日 - 8日、シアターグリーン　BIG TREE THEATER） - 濃姫 役
- ステビアトウキョウプランニング「流星降る夜に」（2015年10月8日 - 12日、ウッディシアター中目黒）
- ミュージカル「風雲新撰組-月影-」（2015年11月27日 - 29日、シアター1010）
- 劇団BRATS 第9回公演「テノヒラサイズの人生大車輪」（2016年8月10日 - 14日、ひつじ座）